# Élevage bovin au Royaume-Uni
L’élevage britannique, sévèrement marqué au changement de millénaire par l'épizootie de l'encéphalopathie spongiforme bovine (ESB) n'en est pas moins un des plus influents depuis trois siècles, tant en métissage qu'en exportation de ses plus beaux reproducteurs.

## Origine des races
Le peuplement des îles Britanniques s'est fait par arrivées successives de bovins d'origines diverses.
- Rameau celtique : autochtone ou arrivé avec les Celtes ; ces animaux forment la base de la population bovine britannique. Ils ont très longtemps constitué l'effectif laitier, notamment avec l'Ayrshire, puis avec la Jersiaise et la Guernesey.
- Vaches blanches : des races possèdent cette couleur particulière ; (White park, Chillingham ou British White). On en retrouve des traces en Scandinavie, mais certains textes attestent aussi d'une présence de bovins blanc dès l'époque romaine. On peut supposer l'existence d'un élevage de taureaux blancs pour les sacrifices au culte de Jupiter pratiqué par les Romains. La Blanca Cacereña en Espagne provient de ce culte.
- Rameau sans cornes : il a probablement été introduit par les Vikings venant de Scandinavie. Après une sélection draconienne, il a donné des races très productives en viande.
- Rameau des races bovines du littoral de la mer du Nord : il est venu de Frise avec les Angles, les Saxons et les Jutes au début du Moyen Âge. Il a formé une population qui a servi de base à de nombreux croisements. Il a, finalement, donné des races à viande à forte croissance (hereford, shorthorn) ou des laitières moyennes. Récemment, la holstein de même origine a été importée pour assurer une production laitière intensive.

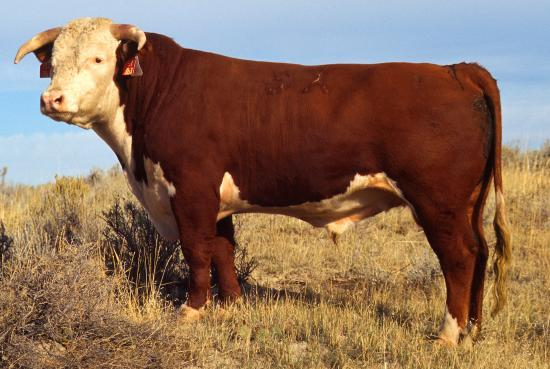
Taureau hereford.
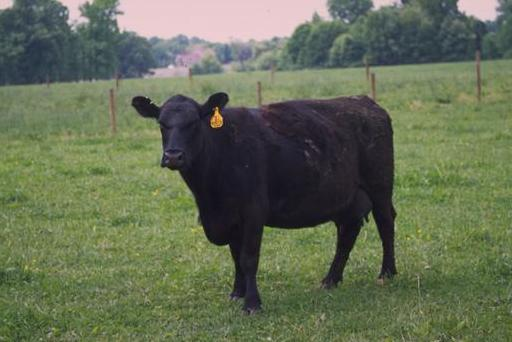
Vache black angus.
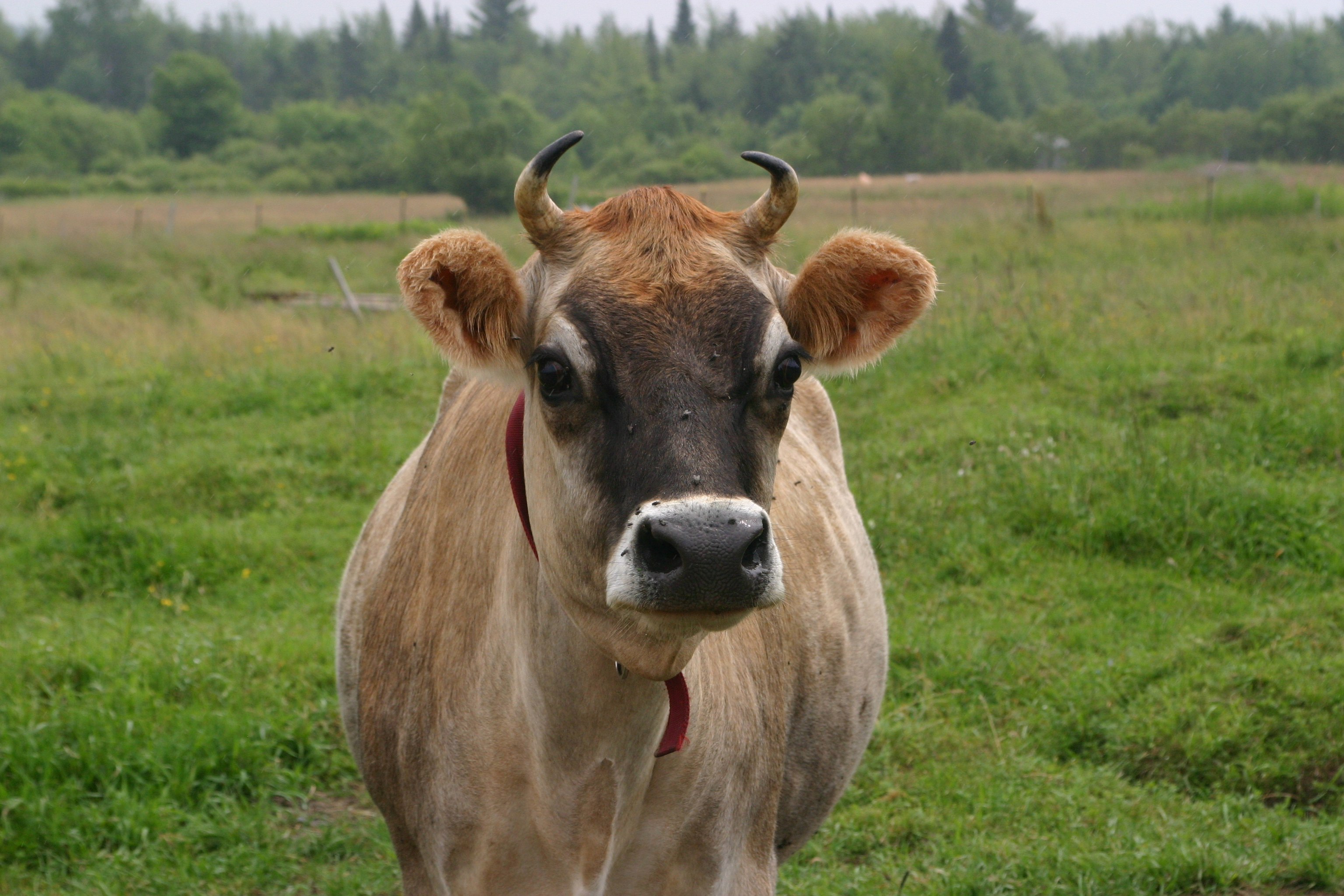
Vache jersiaise.
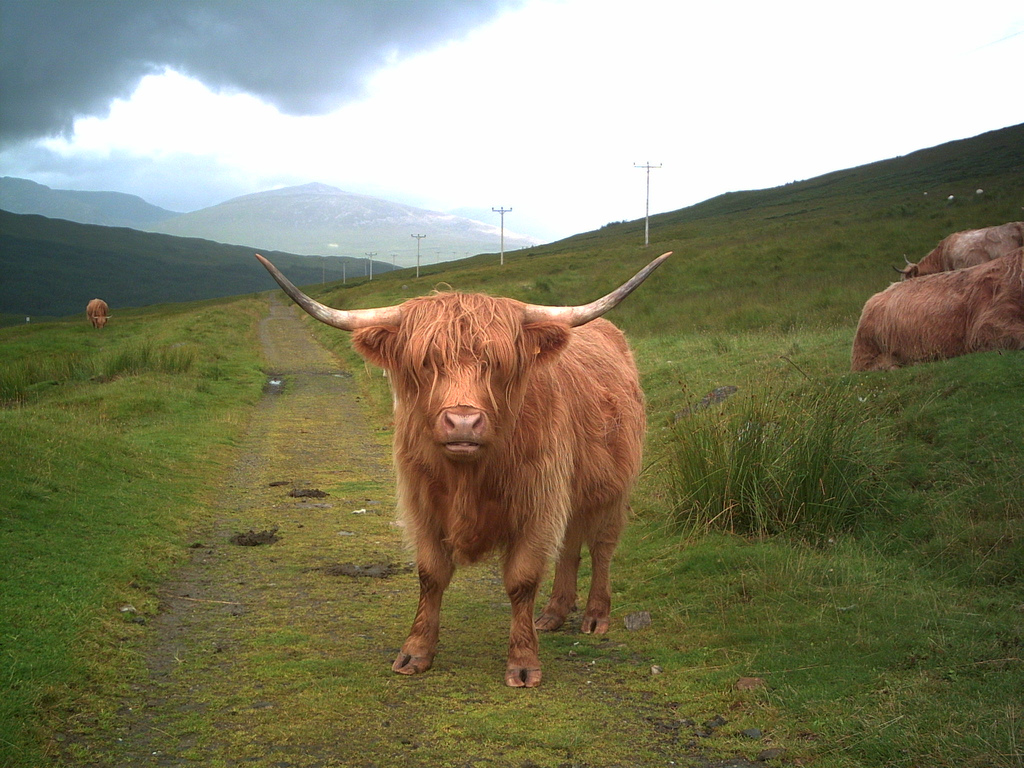
Vache highland

## Évolution des structures de l'élevage
À la fin du Moyen Âge, le mouvement des enclosures ferme le paysage anglais. Chaque éleveur sélectionne les jeunes bovins qu'il gardera comme reproducteur. Le métissage entre troupeaux qui se mélangeaient au pâturage cesse. Les petits paysans qui ne sont pas propriétaires de leur sol, ne peuvent plus avoir de troupeau ; juste une vache, et encore pas toujours. La variabilité génétique diminue, mais provoque à l'inverse une sélection en milieu clos. 

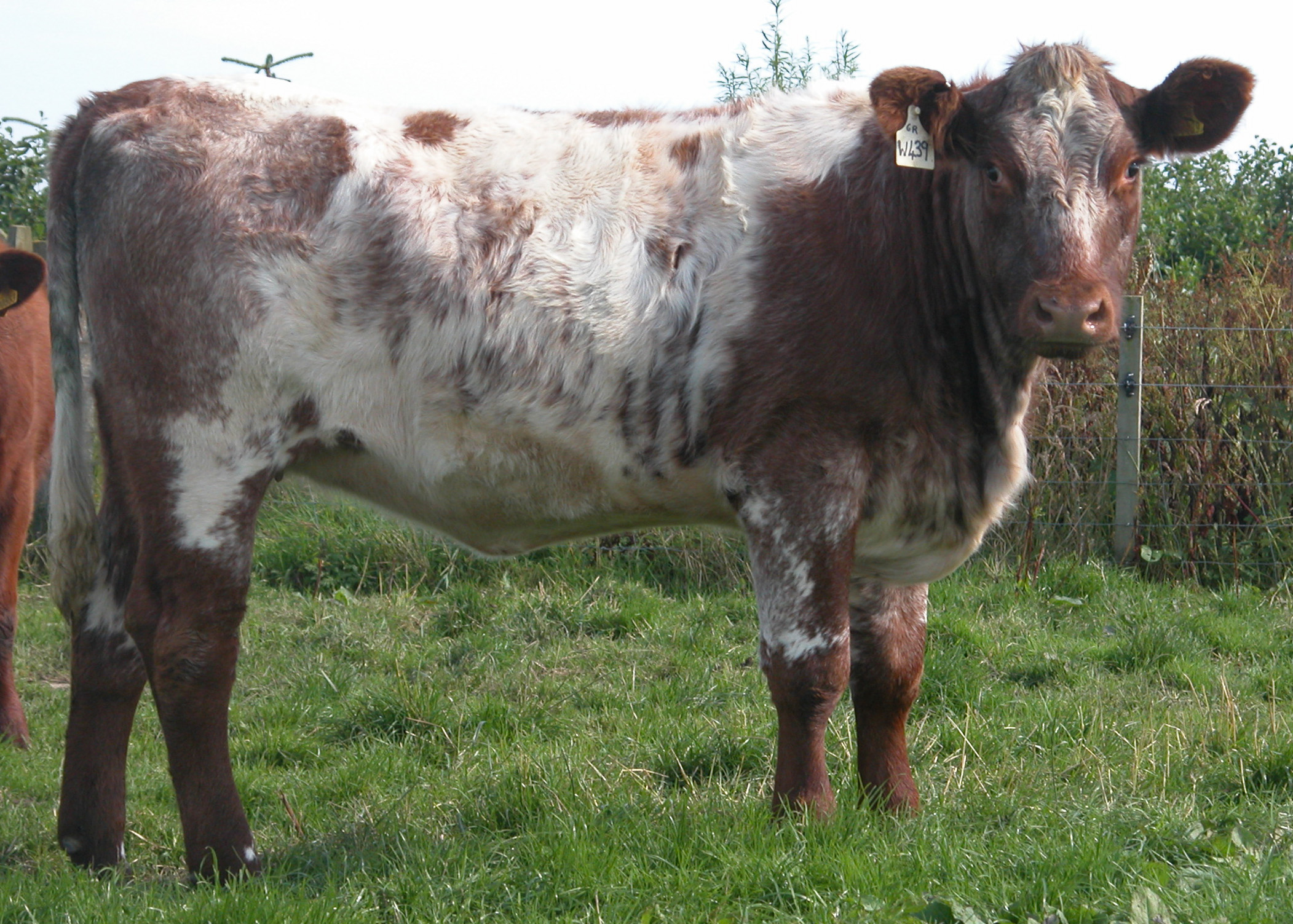
La race shorthorn a été très tôt hautement sélectionnée.

Les descendants des grands propriétaires ayant amorcé le mouvement sont les précurseurs de la sélection draconienne dont on voit les effets aujourd'hui. Ils découvrent que l'agriculture bien gérée est source de profit important. Ils se lancent, chacun chez soi, dans des essais de croisement et de sélection des meilleurs taureaux. Les races britanniques actuelles ont un standard qui date, pour certains, du XVIIIe siècle. Ce travail à l'avant-garde de ce qui se fait dans le reste de l'Europe, incitera la noblesse du continent à faire venir des reproducteurs pour améliorer leur cheptel, puis à reproduire les mêmes schémas de sélection.
Ce travail porte d'autant plus ses fruits, qu'il se fait au début de la révolution industrielle : les débouchés de l'agriculture sont immenses dans les villes et les grands ports, et l'élevage est une activité qui demande moins de main d'œuvre au moment où elle commence à devenir chère. La Grande-Bretagne est partiellement nourrie par ses anciennes colonies, mais le lait et la viande de haute qualité continuent à être produits sur place.
Depuis quinze ans environ, les consommateurs s'intéressent de l'origine de leur nourriture et au bien-être des animaux d'élevage; surtout les cochons et les poules. Il y a eu plusieurs campagnes publiques pour en éduquer les consommateurs. Par exemple, le « Chicken Out Campaign » du chef Hugh Fearnley-Whittingstall de la ferme/restaurant River Cottage. De nos jours, c'est normal de voir des porcs certifiés élevés en plein air et de la viande bovine de races anciennes (surtout l'Aberdeen Angus) dans tous les supermarchés britanniques. Les « farm shops » (boutiques installées directement à la ferme) deviennent aussi de plus en plus populaires.

## Élevage en stricte race pure

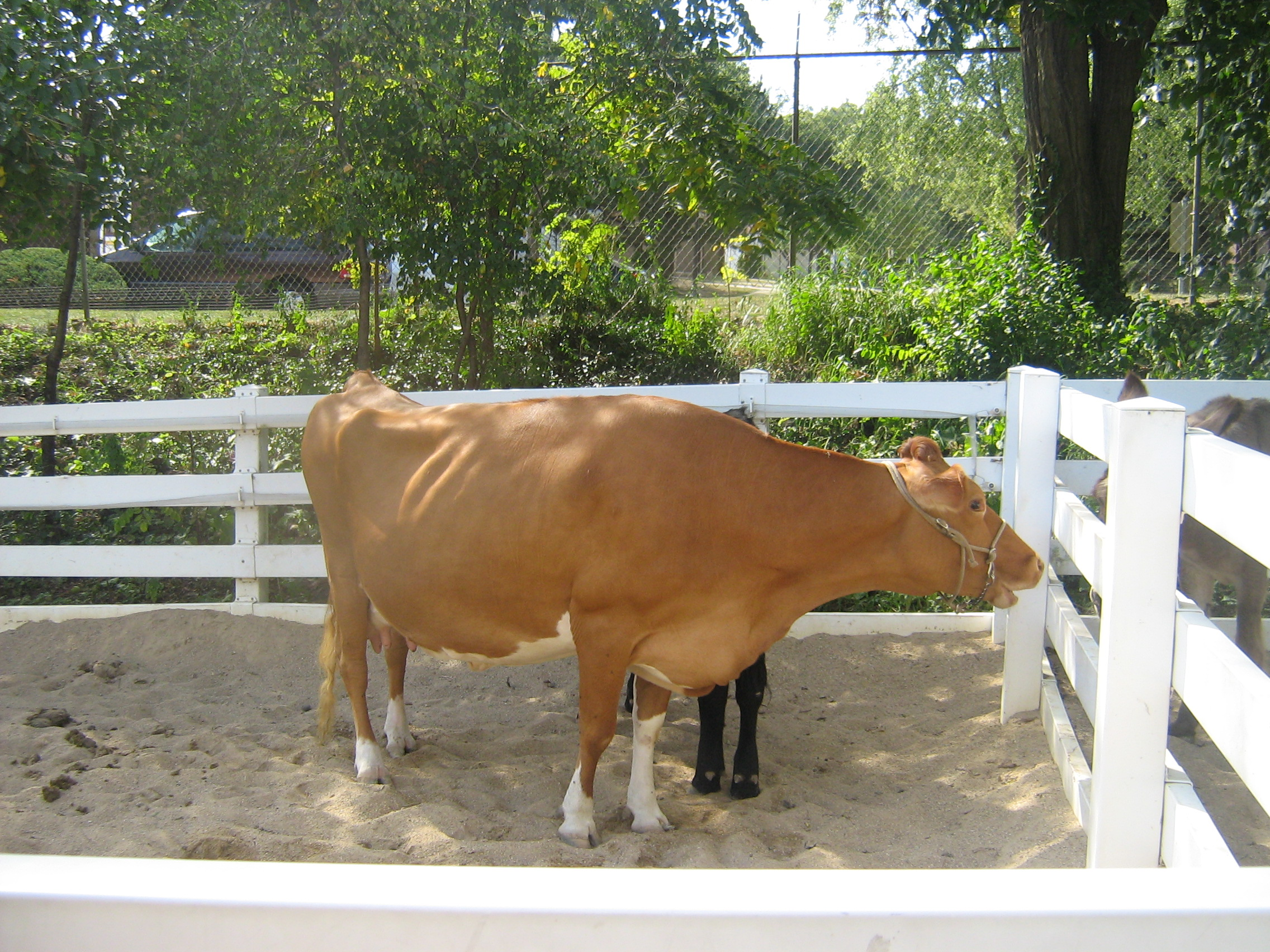
Vache guernesey.

- Quelques riches propriétaires terriens ont laissé en liberté un troupeau qui a été préservé de toute introduction de gènes extérieurs. On retrouve ainsi des races très anciennes représentant ce qui pouvait exister au Moyen Âge avant le début de la sélection vers la productivité. (Chillingham, Vaynol)
- Les races insulaires ont été préservées, par l'interdiction d'introduire des bovins (cette interdiction est toujours d'actualité). Ainsi, les races Jersiaise, Guernesey ou Shetland sont elles en stricte autarcie depuis près de mille ans. Elles présentent le type originel qui peut différer des animaux de la même race élevés ailleurs.
- Races originelles : des éleveurs tiennent à préserver leur antique race de toute influence. Ainsi, on trouve quelques élevages de Shorthorn, Hereford, Lincoln red, Red Poll originelles, préservées de croisements avec des animaux ou de la semence venue d'Amérique. À terme, ces élevages séparés conduiront probablement à l'existence de deux races au même nom mais aux caractéristiques différentes.

## Les échanges de reproducteurs
La réputation de productivité des races britannique explique aisément leur introduction en Amérique. Là, elles vont donner des reproducteurs fertiles et productifs aux ranchers qui cherchent à améliorer la génétique de leurs immenses troupeaux.
L'industrie agro-alimentaire qui se met en place, demande la fourniture d'une matière première abondante, bon marché et régulière. Les races laitières, connues pour leurs excellents beurres et fromages, ne correspondent pas tout à fait à cette demande. Elle sera assouvie par l'arrivée de la holstein. Sans remplacer les races celtiques, elle va assurer le développement de l'industrie laitière. La variété des fromages britannique se réduit très vite à des tonnages croissants de cheddar cheese industriel.

## La crise
Dans le secteur des races à viande, la sélection a porté pendant plusieurs siècles, sur la vitesse de croissance et la conformation des carcasses, donnant une viande savoureuse, mais très persillée et enrobée de gras. Au XXe siècle, l'obésité et le cholestérol font rechercher de la viande maigre. Les races françaises, sélectionnées pour leur muscle destiné à donner des bœufs de travail, deviennent recherchées pour le faible taux de graisse de leur viande. Quelques reproducteurs sont importés en Grande-Bretagne, mais c'est surtout les débouchés des reproducteurs britanniques qui se ferment à l'export.
Au début des années 1980, la recherche de profits incite les fabricants de farines animales à réduire la température de cuisson. Ce sera la crise de l'ESB. Suivie par l'épidémie de fièvre aphteuse et de l'image des charniers de bovins en flamme, elle laissera un élevage exsangue.
Cependant, l'élevage britannique ayant joué un rôle de première importance depuis longtemps par ses méthodes modernes d'élevage et de sélection dispose des atouts pour redevenir un pôle important à l'échelon mondial.